# Platja del Enguilo
La platja del Enguilo és una platja situada en l'occident del Principat d'Astúries (Espanya), en el concejo de Valdés i pertany a la localitat de Villar. Forma part de la Costa Occidental d'Astúries i està emmarcada en el Paisatge Protegit de la Costa Occidental d'Astúries.

## Descripció
Té forma de petxina, la longitud mitjana és d'uns 140-150 m i una amplària mitjana d'uns 15 m. El seu entorn és residencial, amb un grau de perillositat és alt i una ocupació molt baixa. El jaç és de sorra de gra fosc i grandària mitjana.
A causa de la dificultat de baixar a vaig piular pels penya-segats tan verticals, el millor accés és per mar. Per arribar a aquesta platja cal prendre com a referència el càmping proper a Villar i Ḷḷuarca, que està ben senyalitzat, havent de deixar aparcat el vehicle en els voltants d'est. Cal recórrer uns 800 m en paral·lel a la finca situada més a l'esquerra del càmping a través dels prats fins a arribar a la platja. Una vegada arribats cal tenir gran precaució en apropar-se als penya-segats que en diversos llocs no estan clarament delimitats ni a la vista a causa de l'herba i mala herba. No té cap servei.